# Sosnovka (kraj Kamtsjatka)
Sosnovka (Russisch: Сосновка) is een plaats (selo) in het gemeentelijke district Jelizovski van de Russische kraj Kamtsjatka. De plaats ligt aan een zijweg van de weg R-475 van Jelizovo naar Viljoetsjinsk, op 17,5 kilometer ten zuidwesten van Jelizovo, 9 kilometer ten zuidwesten van Voelkanny en 4,5 kilometer ten noordoosten van Nikolajevka. In de plaats wonen 986 mensen (2007).
De plaats werd gesticht in de jaren 40 van de 20e eeuw rond een sovchoz en werd in de jaren 50 vernoemd naar de eerste bosplantage rond de plaats uit die tijd.
In 1998 werd er een etnografisch Itelmeens dorp geopend. Elk jaar worden hier in september en oktober de Itelmeense nationale feesten Chololo en Alchalalalaj (oogstfeest) gevierd.
Bestuurlijk centrum: Jelizovo

Bereznjaki · Dalni · Dvoeretsje · Ganaly · Joezjnye Korjaki · Ketkino · Korjaki · Krasny · Kroetoberegovy · Lesnoj · Malka · Nagorny · Natsjiki · Nikolajevka · Novy · Paratoenka · Pinatsjevo · Pionerski · Razdolny · Severnye Korjaki · Sokotsj · Sosnovka · Svetly · Termalny · Voelkanny · Zeleny